# Tournoi d'ouverture du championnat du Mexique féminin de football 2020
Navigation
Saison suivante
Le Tournoi d'ouverture du championnat du Mexique féminin de football 2020 est le 7e tournoi saisonnier féminin disputé au Mexique, la compétition est renommée Torneo Guard1anes 2020 en l'honneur des soignants mexicains pendant la pandémie de Covid-19. Les Tigres UANL remportent le tournoi et leur troisième titre de champion.

## Déroulement de la saison
Le tournoi est renommé Tournoi Guard1anes 2020, comme la saison précédente, le Torneo Clausura 2020, a été abandonné à cause de la pandémie de Covid-19.
Dans la première phase les équipes se rencontrent une fois, les huit premiers du classement sont qualifiés pour le tournoi à élimination directe qui débute avec les quarts de finale, puis les demi-finales et les finales en matchs aller et retour.
Après le déménagement du Club Atlético Morelia à Mazatlán, l'équipe se renomme Mazatlán Fútbol Club Femenil.

## Équipes participantes
| Club              | Ville                        | Stade                  | Capacité | Réf    |
| ----------------- | ---------------------------- | ---------------------- | -------- | ------ |
| Club América      | Mexico                       | Azteca                 | 81 070   | [ 1 ]  |
| Atlas FC          | Guadalajara                  | Jalisco                | 55 020   | [ 2 ]  |
| Atlético San Luis | Ville de San Luis Potosí     | Alfonso-Lastras        | 25 709   | [ 3 ]  |
| Cruz Azul         | Ciudad Cooperativa Cruz Azul | 10 décembre            | 14 500   | [ 4 ]  |
| Guadalajara       | Zapopan                      | Akron                  | 46 232   | [ 5 ]  |
| Juárez            | Ciudad Juárez                | Olímpico Benito Juárez | 19 703   | [ 6 ]  |
| León              | León                         | León                   | 31 297   | [ 7 ]  |
| Mazatlán (en)     | Mazatlán                     | Mazatlán               | 25 000   | [ 8 ]  |
| CF Monterrey      | Guadalupe                    | BBVA                   | 51 348   | [ 9 ]  |
| Necaxa (en)       | Aguascalientes               | Victoria               | 23 851   | [ 10 ] |
| CF Pachuca        | Pachuca                      | Hidalgo                | 27 512   | [ 11 ] |
| Puebla (en)       | Puebla                       | Cuauhtémoc             | 47 417   | [ 12 ] |
| Querétaro         | Santiago de Querétaro        | Corregidora            | 34 107   | [ 13 ] |
| Santos Laguna     | Torreón                      | Corona                 | 29 237   | [ 14 ] |
| Tijuana           | Tijuana                      | Caliente               | 27 333   | [ 15 ] |
| Deportivo Toluca  | Toluca                       | Nemesio Díez           | 31 000   | [ 16 ] |
| Tigres UANL       | San Nicolás de los Garza     | Universitario          | 41 886   | [ 17 ] |
| UNAM              | Mexico                       | La Cantera             | 1 000    | [ 18 ] |

Localisation des clubs
| \| Mexico: América Cruz Azul UNAM Querétaro Atlas CD Guadalajara CF Monterrey Tigres UANL Pachuca Mazatlán (en) Toluca Santos Laguna I Mexico Puebla (en) Tijuana León Necaxa (en) Juárez Atlético San Luis \| |
| Mexico: América Cruz Azul UNAM Querétaro Atlas CD Guadalajara CF Monterrey Tigres UANL Pachuca Mazatlán (en) Toluca Santos Laguna I Mexico Puebla (en) Tijuana León Necaxa (en) Juárez Atlético San Luis       |

## Compétition
Le Tournoi Apertura se déroule de la même façon que les tournois saisonniers précédents :
- La phase de qualification : dix-sept journées de championnat.
- La phase finale : des matchs de classement et des confrontations aller-retour allant des quarts de finale à la finale.

### Phase de qualification
Lors de la phase de qualification les dix-huit équipes s'affrontent une fois selon un calendrier tiré aléatoirement. Les huit meilleures équipes sont qualifiées pour les quarts de finale.
Le classement est établi sur le barème de points classique (victoire à 3 points, match nul à 1, défaite à 0).
Le départage final se fait selon les critères suivants :
- Le nombre de points.
- La différence de buts générale.
- La différence de buts particulière.
- Le nombre de buts marqué à l'extérieur.
- Le tirage au sort.

| Rang | Équipe            | Pts | J  | G  | N | P  | Bp | Bc | Diff |
| ---- | ----------------- | --- | -- | -- | - | -- | -- | -- | ---- |
| 1    | Tigres UANL T     | 46  | 17 | 15 | 1 | 1  | 50 | 11 | +39  |
| 2    | Atlas FC          | 41  | 17 | 13 | 2 | 2  | 45 | 18 | +27  |
| 3    | CF Monterrey      | 41  | 17 | 13 | 2 | 2  | 41 | 19 | +22  |
| 4    | CD Guadalajara    | 38  | 17 | 12 | 2 | 3  | 42 | 17 | +25  |
| 5    | Club América      | 37  | 17 | 11 | 4 | 2  | 35 | 12 | +23  |
| 6    | UNAM              | 27  | 17 | 8  | 3 | 6  | 25 | 15 | +10  |
| 7    | Querétaro         | 26  | 17 | 7  | 5 | 5  | 24 | 20 | +4   |
| 8    | CF Pachuca        | 24  | 17 | 7  | 3 | 7  | 24 | 25 | -1   |
| 9    | Santos Laguna     | 21  | 17 | 5  | 6 | 6  | 17 | 20 | -3   |
| 10   | Mazatlán (en)     | 21  | 17 | 6  | 3 | 8  | 14 | 39 | -25  |
| 11   | Atlético San Luis | 17  | 17 | 5  | 2 | 10 | 22 | 30 | -8   |
| 12   | Puebla (en)       | 17  | 17 | 4  | 5 | 8  | 12 | 23 | -11  |
| 13   | León              | 16  | 17 | 4  | 4 | 9  | 21 | 31 | -10  |
| 14   | Cruz Azul         | 14  | 17 | 3  | 5 | 9  | 14 | 24 | -10  |
| 15   | Deportivo Toluca  | 13  | 17 | 4  | 1 | 12 | 16 | 29 | -13  |
| 16   | Tijuana           | 12  | 17 | 3  | 3 | 11 | 16 | 31 | -15  |
| 17   | Juárez            | 11  | 17 | 3  | 2 | 12 | 13 | 44 | -31  |
| 18   | Necaxa (en)       | 10  | 17 | 3  | 1 | 13 | 10 | 33 | -23  |

| Légende : Qualifications et relégations | Légende : Qualifications et relégations |
| --------------------------------------- | --------------------------------------- |
|                                         | Qualification pour la Liguilla          |
|                                         | T Tenant du titre                       |

### LaLiguilla
Les huit équipes qualifiées sont réparties dans le tableau final d'après leur classement général. L'équipe la moins bien classée accueille lors du match aller et la meilleure lors du match retour.
Les équipes sont réparties de la façon suivante :
- La 1re contre la 8e.
- La 2e contre la 7e.
- La 3e contre la 6e.
- La 4e contre la 5e.

En cas d'égalité, les équipes sont départagées selon le nombre de buts inscrits à l'extérieur. Si les deux équipes sont encore à égalité, elles disputent une prolongation, puis une séance de tirs au but.
|  | Quarts de finale | Quarts de finale | Quarts de finale  | Quarts de finale |              |              | Demi-finales      | Demi-finales      | Demi-finales      | Demi-finales      |  |  | Finale                | Finale                | Finale                | Finale                |
|  |                  |                  |                   |                  |              |              |                   |                   |                   |                   |  |  |                       |                       |                       |                       |
|  |                  |                  |                   |                  |              |              | 4-7 décembre 2020 | 4-7 décembre 2020 | 4-7 décembre 2020 | 4-7 décembre 2020 |  |  | 11 - 14 décembre 2020 | 11 - 14 décembre 2020 | 11 - 14 décembre 2020 | 11 - 14 décembre 2020 |
|  |                  |                  |                   |                  |              |              | 4-7 décembre 2020 | 4-7 décembre 2020 | 4-7 décembre 2020 | 4-7 décembre 2020 |  |  | 11 - 14 décembre 2020 | 11 - 14 décembre 2020 | 11 - 14 décembre 2020 | 11 - 14 décembre 2020 |
|  | 1er              | Tigres UANL      | 2                 | 4                |              |              | 4-7 décembre 2020 | 4-7 décembre 2020 | 4-7 décembre 2020 | 4-7 décembre 2020 |  |  | 11 - 14 décembre 2020 | 11 - 14 décembre 2020 | 11 - 14 décembre 2020 | 11 - 14 décembre 2020 |
|  | 1er              | Tigres UANL      | 2                 | 4                |              |              | 4-7 décembre 2020 | 4-7 décembre 2020 | 4-7 décembre 2020 | 4-7 décembre 2020 |  |  | 11 - 14 décembre 2020 | 11 - 14 décembre 2020 | 11 - 14 décembre 2020 | 11 - 14 décembre 2020 |
|  | 8e               | CF Pachuca       | 1                 | 1                |              |              | 4-7 décembre 2020 | 4-7 décembre 2020 | 4-7 décembre 2020 | 4-7 décembre 2020 |  |  | 11 - 14 décembre 2020 | 11 - 14 décembre 2020 | 11 - 14 décembre 2020 | 11 - 14 décembre 2020 |
|  | 8e               | CF Pachuca       | 1                 | 1                | Tigres UANL  | Tigres UANL  | 2                 | 2                 |                   |                   |  |  | 11 - 14 décembre 2020 | 11 - 14 décembre 2020 | 11 - 14 décembre 2020 | 11 - 14 décembre 2020 |
|  |                  |                  |                   |                  | Tigres UANL  | Tigres UANL  | 2                 | 2                 |                   |                   |  |  | 11 - 14 décembre 2020 | 11 - 14 décembre 2020 | 11 - 14 décembre 2020 | 11 - 14 décembre 2020 |
|  |                  |                  | Querétaro         | Querétaro        | 0            | 0            |                   |                   |                   |                   |  |  | 11 - 14 décembre 2020 | 11 - 14 décembre 2020 | 11 - 14 décembre 2020 | 11 - 14 décembre 2020 |
|  | 2e               | Atlas FC         | Querétaro         | Querétaro        | 0            | 0            | 2                 | 2                 |                   |                   |  |  | 11 - 14 décembre 2020 | 11 - 14 décembre 2020 | 11 - 14 décembre 2020 | 11 - 14 décembre 2020 |
|  | 2e               | Atlas FC         | 4-7 décembre 2020 |                  |              |              | 2                 | 2                 |                   |                   |  |  | 11 - 14 décembre 2020 | 11 - 14 décembre 2020 | 11 - 14 décembre 2020 | 11 - 14 décembre 2020 |
|  | 7e               | Querétaro        | 1                 | 3                |              |              |                   |                   |                   |                   |  |  | 11 - 14 décembre 2020 | 11 - 14 décembre 2020 | 11 - 14 décembre 2020 | 11 - 14 décembre 2020 |
|  | 7e               | Querétaro        | 1                 | 3                | Tigres UANL  | Tigres UANL  | 1                 | 0 (3)             |                   |                   |  |  |                       |                       |                       |                       |
|  |                  |                  |                   |                  | Tigres UANL  | Tigres UANL  | 1                 | 0 (3)             |                   |                   |  |  |                       |                       |                       |                       |
|  |                  |                  | CF Monterrey      | CF Monterrey     | 0            | 1 (2)        |                   |                   |                   |                   |  |  |                       |                       |                       |                       |
|  | 3e               | CF Monterrey     | CF Monterrey      | CF Monterrey     | 0            | 1 (2)        | 1                 | 4                 |                   |                   |  |  |                       |                       |                       |                       |
|  | 3e               | CF Monterrey     |                   |                  |              |              |                   |                   |                   |                   |  |  |                       |                       |                       |                       |
|  | 6e               | UNAM             | 1                 | 0                |              |              |                   |                   |                   |                   |  |  |                       |                       |                       |                       |
|  | 6e               | UNAM             | 1                 | 0                | CF Monterrey | CF Monterrey | 4                 | 3                 |                   |                   |  |  |                       |                       |                       |                       |
|  |                  |                  |                   |                  | CF Monterrey | CF Monterrey | 4                 | 3                 |                   |                   |  |  |                       |                       |                       |                       |
|  |                  |                  | Club América      | Club América     | 1            | 2            |                   |                   |                   |                   |  |  |                       |                       |                       |                       |
|  | 4e               | CD Guadalajara   | Club América      | Club América     | 1            | 2            | 0                 | 2                 |                   |                   |  |  |                       |                       |                       |                       |
|  | 4e               | CD Guadalajara   |                   |                  |              |              |                   | 2                 |                   |                   |  |  |                       |                       |                       |                       |
|  | 5e               | Club América     | 1                 | 2                |              |              |                   |                   |                   |                   |  |  |                       |                       |                       |                       |
|  | 5e               | Club América     | 1                 | 2                |              |              |                   |                   |                   |                   |  |  |                       |                       |                       |                       |
|  |                  |                  |                   |                  |              |              |                   |                   |                   |                   |  |  |                       |                       |                       |                       |

( ) = Tirs au but; ap = Après prolongation; e = Victoire aux buts marqués à l'extérieur; f = Victoire par forfait